# Annica Sjölund
Annica Maria Sjölund (Finström, 31 marzo 1985) è un'allenatrice di calcio ed ex calciatrice finlandese, di ruolo attaccante.
Figlia di Bodil Sjölund (nata Mörn), e sorella minore di Peter e Daniel, tutti loro calciatori, la madre con una presenza in nazionale, così come Peter, più volte in quella maschile, nella sua ultradecennale carriera ha giocato sia in patria che nel campionato svedese, chiudendola in quest'ultimo con oltre 100 presenze in Damallsvenskan nel 2014 con il Kopparbergs/Göteborg.
Ha inoltre indossato per otto anni la maglia della nazionale finlandese, disputando in quel periodo due campionati europei consecutivi, quelli di Germania 2009 e Svezia 2013, andando a segno in entrambi, giungendo nel primo ai quarti di finale ed essendo, nel successivo, l'unica marcatrice finlandese del torneo.